# Franz Adolph Guenther
Franz Adolph Guenther (* 22. Juni 1820 in Berlin; † 1880) war ein Rittergutsbesitzer und Reichstagsabgeordneter.
Guenther war Kreisdeputierter und Gutsbesitzer in Marzdorf, Landkreis Deutsch Krone.
Von 1867 bis 1871 war er Mitglied des Reichstags des Norddeutschen Bundes und von 1871 bis 1874 war er Mitglied des Deutschen Reichstags für die Deutsche Reichspartei für den Wahlkreis Regierungsbezirk Marienwerder 8 (Deutsch Krone).